# Akademie der Landwirtschaftswissenschaften der DDR

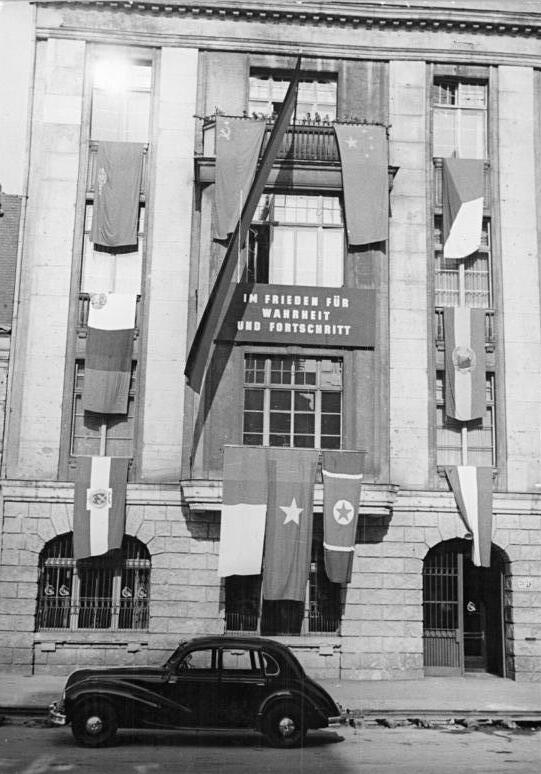
Außenansicht des Gebäudes der Akademie in Berlin (1951, mit Flaggen befreundeter Nationen)

Die Akademie der Landwirtschaftswissenschaften der DDR (AdL) - 1951 bis 1972 als Deutsche Akademie der Landwirtschaftswissenschaften zu Berlin (DAL) - war eine außeruniversitäre agrarwissenschaftliche Forschungseinrichtung in der DDR.

## Gründung der Akademie
Gemäß Beschluss des Ministerrats der DDR vom 11. Januar 1951 wurde am 17. Oktober 1951 die Deutsche Akademie der Landwirtschaftswissenschaften zu Berlin (DAL; ab 1. Juli 1972: Akademie der Landwirtschaftswissenschaften der DDR: AdL) als juristische Person konstituiert und dem Minister für Land- und Forstwirtschaft unterstellt. Der Bildung einer Zweigakademie für Land- und Forstwirtschaft neben der Deutschen Akademie der Wissenschaften (AdW) lagen Sekretariatsbeschlüsse des Zentralkomitees (ZK) der SED zugrunde. Auf ihrem III. Parteitag hatte die SED im Juli 1950 auf die Schaffung eines „Zentralinstituts für Wissenschaft und Forschung in der Landwirtschaft“ unter dem Dach der AdW orientiert. Jetzt ging es um eine eigenständige Zweigakademie. Die UdSSR als Hegemonialmacht in allen osteuropäischen Ländern strebte danach, solche Zweigakademien nach dem Beispiel der Akademie der Landwirtschaftswissenschaften der UdSSR zu bilden und auf die von Trofim Denissowitsch Lyssenko vertretene sog. „materialistische Biologie“ auszurichten – im Gegensatz zur Genetik. Gründungsinitiatoren waren der SED-Politiker Kurt Vieweg und der Genetiker Hans Stubbe. Zu den Mitinitiatoren gehörten die Pflanzenzuchtwissenschaftler Rudolf Schick und Gustav Becker.

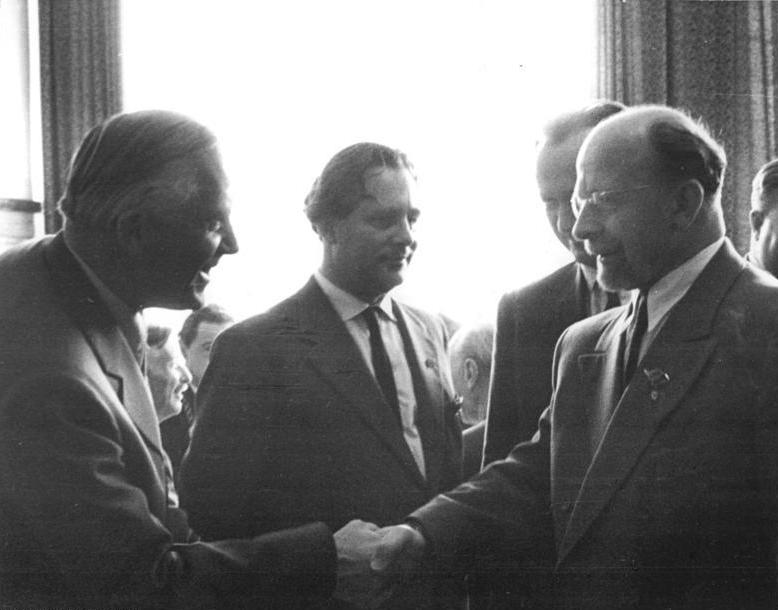
Stubbe und Ulbricht auf dem V. SED-Parteitag 1958

Der Genetiker Hans Stubbe wurde im Festakt zur Akademiegründung durch den Staatspräsidenten Wilhelm Pieck berufen, nachdem sich Walter Ulbricht, Generalsekretär der SED, gegen das Drängen der sowjetischen Berater durchgesetzt hatte: Ohne einen Genetiker an der Spitze gäbe es keine Resonanz in der gesamtdeutschen Wissenschaftslandschaft und kein internationales Renommee.
Laut Statut vom 17. Oktober 1955 war die DAL juristische Person und höchste wissenschaftliche Einrichtung zur Förderung aller Zweige der Land- und Forstwirtschaft. Zu Aufgaben und Zielen hieß es: „Sie schafft durch ihre Tätigkeit die wissenschaftliche Grundlage für die ständige Weiterentwicklung der Land- und Forstwirtschaft, fördert dadurch die Steigerung der land- und forstwirtschaftlichen Produktion und dient so der landwirtschaftlichen Praxis und damit gleichzeitig der gesamten Volkswirtschaft“. Das Zusammenführen der außeruniversitären Forschungseinrichtungen zu einem Ganzen und enge Verbindungen mit der landwirtschaftlichen Praxis waren Hauptziele der Akademiegründung.
Mit der DAL und der zeitgleich gebildeten Deutschen Bauakademie beabsichtige die SED zudem, eine zentral lenk- und kontrollbare „geplante Wissenschaft“ in zwei für den Wiederaufbau besonders wichtigen Wirtschaftsbereichen durchzusetzen.
International bekannte Agrarwissenschaftler wurden in die Akademie berufen, so neben Stubbe Eilhard Alfred Mitscherlich, Carl Arthur Scheunert, Johannes Dobberstein, Ernst Mangold, Friedrich Müssemeier, Heinz Röhrer und Karl Schmalfuß sowie der bekannte Rapszüchter Hans Lembke.
Akademiepräsidenten waren nach Hans Stubbe (1951–1968) der Ackerbauwissenschaftler Erich Rübensam (1968–1987) und der Phytopathologe Dieter Spaar (1987–1990). Als Wissenschaftlicher Direktor der DAL wirkte bis 1969 der Bodenkundler Erwin Plachy.

## Struktur

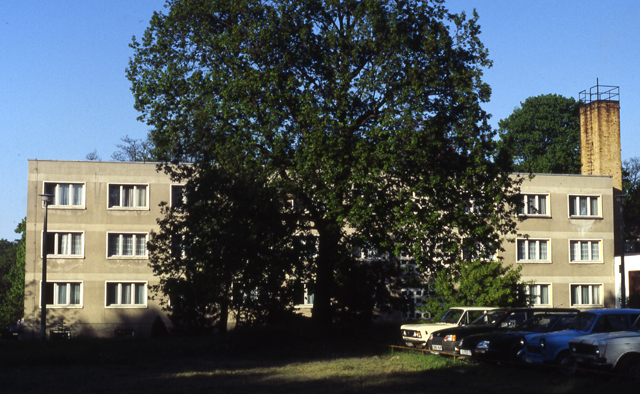
Schulungszentrum der Akademie 1987 in Eberswalde (Angermünder Chaussee)

Die Gliederung der DAL entsprach der einer traditionellen Gelehrtengesellschaft – erweitert um Aufgaben zur Lenkung der unterstellten Forschungsinstitute:
- Plenum als höchstes Organ mit Ordentlichen und Korrespondierenden Mitgliedern sowie dem Präsidenten an der Spitze zur Beratung und Beschlussfassung bei grundsätzlichen Angelegenheiten sowie zur Zuwahl von Mitgliedern;
- Präsidium zur Leitung der Geschäfte, bestehend aus dem Präsidenten, den Vizepräsidenten, dem Wissenschaftlichen Direktor und den Sekretären der Sektionen;
- Fachrichtungsbezogene Sektionen (1951: 9 Sektionen) unter Zuordnung aller Plenarmitglieder zur Diskussion von Forschungsergebnissen und Beratung der Forschungspläne der unterstellten Institute;
- Wissenschaftlicher Direktor zur Wahrnehmung der Außenbeziehungen, insbesondere zum Landwirtschaftsministerium und zum Zentralkomitee der SED.

Forschungsinstitute sollten für alle Bereiche der Agrarwissenschaften tätig sein: Agrarökonomie und Betriebswirtschaft, Bodenkunde und Ackerbau, Pflanzenzüchtung und Pflanzenschutz, Gartenbau, Tierzüchtung und Tierernährung, Fischereiwesen, Veterinärmedizin, Landtechnik, Forstwesen, Landeskultur und Naturschutz.
Im Oktober 1953 gehörten der DAL 26 Forschungsinstitute, 5 Forschungsstellen und 23 Zweigstellen an. Die AdW hatte sich vergebens gegen die Ausgliederung von 10 Forschungsinstituten und 4 Forschungsstellen gewehrt. Das Institut für Kulturpflanzenforschung in Gatersleben war jedoch infolge hartnäckigen Widerstands von Stubbe bei der AdW verblieben, ebenso das von Mitscherlich geleitete Institut für die Steigerung der Pflanzenerträge in Paulinenaue bis zu dessen Tode. Die beiden Institute der ehemaligen Kaiser-Wilhelm-Gesellschaft in Müncheberg für Pflanzenzüchtung und in Dummerstorf für Tierzucht sowie das Institut für Tierseuchenforschung unter dem Akademiemitglied Heinz Röhrer auf der Insel Riems waren europaweit bekannt.
Mit der Gründung eines Instituts für Information und Dokumentation (ILID) wurde 1961 die Bildung neuer Institute abgeschlossen. Die 1952 der DAL zugeordneten fünf Institute für landwirtschaftliches Versuchs- und Untersuchungswesen wurden wieder abgetrennt als Basen für die Bildung von Bezirksinstituten für Landwirtschaft. Die Forschungszweige Forst und Veterinärwesen schieden zeitweise wegen ihrer Produktionsfunktionen aus dem Akademiegefüge aus.
Die Akademie besaß ein Promotionsrecht und Habilitationsrecht und konnte auch den Titel Professor verleihen. Die höchste Auszeichnung der Akademie war die Erwin-Baur-Medaille. Weitere Preise waren nach Theodor Roemer, Eilhard Alfred Mitscherlich und Edwin Hoernle benannt.

## Entwicklungsgeschichte

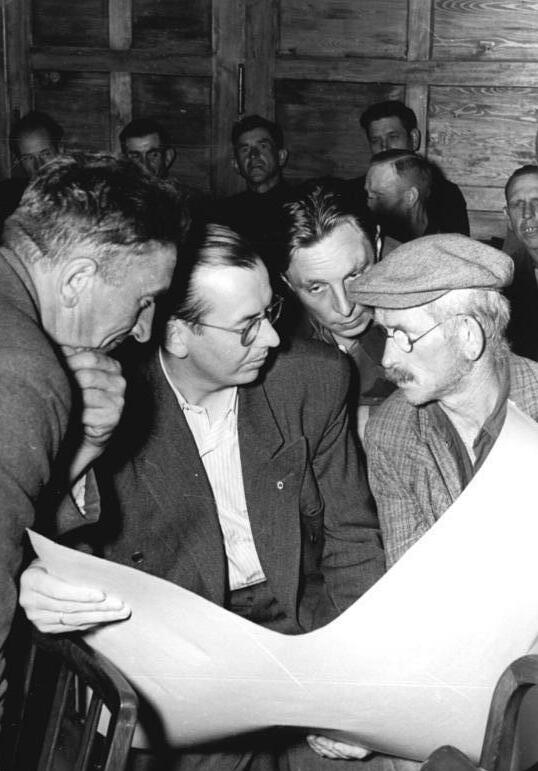
Rübensam im Gespräch mit Bauern zur Fruchtfolgeplanung (Propagandafoto ADN 1952)

In ihrer 40-jährigen Geschichte erfuhr die Akademie viele Wandlungen. Standen anfangs der Aufbau eines Netzes von Instituten mit Versuchsgütern und die Entwicklung eines Systems von Fachzeitschriften im Vordergrund, so wurde die Arbeit der Akademie durch konkrete Aufgaben eines Ministerratsbeschlusses 1962 auf die Produktionssteigerung im Rahmen der Volkswirtschaftspläne gelenkt. Ein neues Statut orientierte die Akademie als „zentrale agrarwissenschaftliche Einrichtung“ auf die Entwicklung zur „sozialistischen Akademie“ mit Anerkennung der gesellschaftlichen Führungsrolle der SED.
Dieser Prozess wurde nach der Emeritierung von Hans Stubbe und Berufung des ZK-Mitglieds Erich Rübensam – Direktor des Akademieinstituts für Ackerbau – zum Akademiepräsidenten beschleunigt. Altersbedingt schieden Gründungsmitglieder, sog. „bürgerliche Wissenschaftler“, aus dem Plenum aus, denen Agrarwissenschaftler nachrückten, die ihre Ausbildung nach 1945 erhalten hatten. Zu Institutsdirektoren wurden fast nur noch Wissenschaftler berufen, die der SED angehörten. Die Akademie sah sich dem Machtdiktat von Politbüromitglied Gerhard Grüneberg und von Abteilungsleiter Bruno Kiesler ausgesetzt. Die betriebliche Trennung von Pflanzen- und Tierproduktion,  geschah ab Mitte der 1970er Jahre ohne Beratung mit der Akademie.
1972 wurde die DAL durch ein neues Statut zur Akademie der Landwirtschaftswissenschaften der DDR (AdL) umbenannt. Das war verbunden mit einem funktionalen Umbau durch die Einführung des Prinzips der Einzelleitung: Präsident als Einzelleiter und Präsidium als „kollektives Beratungsorgan des Präsidenten zur Vorbereitung von Entscheidungen über die Leitung, Planung und Organisation der Forschung und des wissenschaftlichen Lebens in der Akademie“. Das Plenum funktionierte nunmehr ebenso wie die Sektionen – jetzt zeitweiligen Gremien für Schwerpunktaufgaben – als Beratungsorgan. Dem Plenum blieb ein Beschlussrecht zur Zuwahl von Plenarmitgliedern.

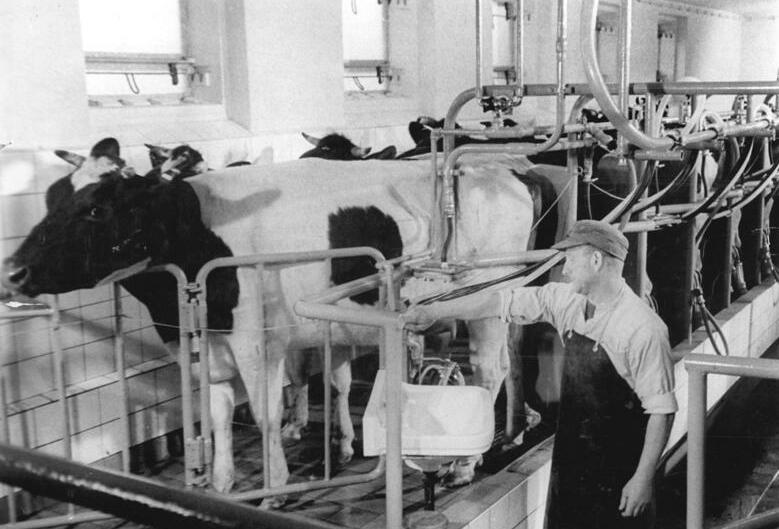
Mustermelkstand auf der Landwirtschaftsausstellung in Markkleeberg (1958)

Dem Gründungsauftrag entsprechend intensivierte die Akademie ihre Praxisbeziehungen. In der ständigen Landwirtschaftsausstellung in Markkleeberg bei Leipzig (agra der DDR) wurden beispielgebende Leistungen von Landwirtschaftsbetrieben vermittelt, mit denen die Akademie Kooperationsbeziehungen unterhielt. Die Institute bildeten ein verzweigtes Netz kooperativen Forschens mit Partnern über die Akademie hinaus, das in Forschungskooperationsgemeinschaften (FKG) organisatorische Formen fand.

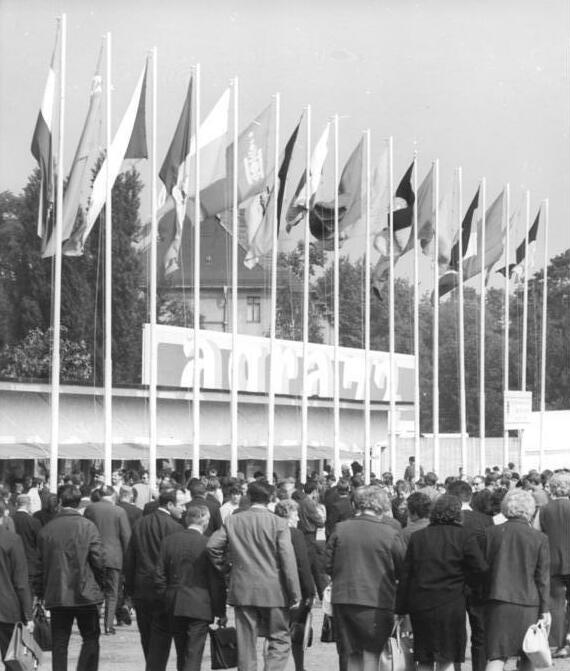
agra 72, Landwirtschaftsausstellung mit internationaler Beteiligung 1972

In der RGW-Gemeinschaftsforschung wirkten das Forschungszentrum für Tierproduktion in Dummerstorf und das Institut für Düngungsforschung in Leipzig als Koordinierungszentren. Die neuen wissenschaftlichen Herausforderungen durch Mikroelektronik und Biotechnologie versuchte die AdL durch eine vielfältige Kooperation mit Instituten der AdW zu bewältigen, vor allem mit denen der Grundlagenforschung.
Als nach dem Tode von Gerhard Grüneberg 1981 dem Politbüromitglied Werner Felfe die Verantwortung für die Landwirtschaft übertragen wurde, endete die Phase der Bevormundung.
Auf der Basis eines neuen Statuts wurde der AdL als zentraler agrarwissenschaftlicher Institution die Erarbeitung eines langfristigen Programms der Agrarforschung bis zum Jahr 2000 übertragen. Es enthielt erstmals Aufgaben über den Leitungsbereich Landwirtschaft hinaus,  so auch für die produktionsmittelerzeugende Industrie Maschinenbau und Chemie. Nach einer Beschlussfassung im SED-Politbüro erlangte das Programm durch einen Ministerratsbeschluss Gesetzeskraft.
Waren von vornherein die ausländischen Wissenschaftskontakte auf die RGW-Länder und insbesondere auf die UdSSR ausgerichtet, so wurden nach 1961 die Beziehungen zu den entwickelten kapitalistischen Ländern und zur Bundesrepublik Deutschland zunehmend eingeschränkt – zum Schaden der eigenen Forschungs- und Entwicklungsarbeiten. Das Kultur- und Wissenschaftsabkommen mit der Bundesrepublik ermöglichte 1987 ein kooperatives Zusammenwirken.

## Auflösung der Akademie
Beim demokratischen Aufbruch im Herbst 1989 für einen „besseren Sozialismus“ nahm die Akademie eine Reform in Angriff. Unter anderem war in der Rückschau sichtbar geworden: Nur neun Frauen waren zu Plenarmitgliedern gewählt worden, darunter die Agrarökonomin Rosemarie Sachse, die einige Jahre als Präsidiumsmitglied und Direktorin in der AdL-Zentrale wirkte. Agrarwissenschaftler, die aus politischen Gründen aus dem Plenum und aus Leitungsfunktionen verdrängt worden waren, wurden rehabilitiert.
Das Plenum der Akademie bestätigte im Dezember 1989 in geheimer Abstimmung den Präsidenten und die Vizepräsidenten in ihren Ämtern. Auf dem Weg zum Beitritt der DDR zur Bundesrepublik trat in der letzten Plenarsitzung am 27. Juni 1990 das Präsidium geschlossen zurück. Einer Weisung des Landwirtschaftsministers folgend wurden der Präsident Dieter Spaar und der 1. Vizepräsident Peter Rybka verpflichtet, geschäftsführend bis zu Neuwahlen tätig zu sein.
Die Akademiereform lief schließlich ins Leere, da das zentralistische Wissenschaftssystem der DDR nicht mit dem der Bundesrepublik kompatibel war. Nach dem Wirksamwerden des Einigungsvertrages zum 3. Oktober 1990 wurden die Akademieinstitute – 20 Institute und drei Forschungszentren – den neugebildeten fünf Bundesländern zugewiesen und die Akademiezentrale aufgelöst. Nach Bemühungen um eine gesamtdeutsche Neuformierung löste sich die Gelehrtengesellschaft auf. Obwohl die Institute mit Ausnahme der ökonomischen Einrichtungen durchweg durch den Wissenschaftsrat des Bundes und der Länder positiv evaluiert worden waren, wurden sie zum 31. Dezember 1991 geschlossen. Die Mitarbeiter gelangten ohne Kündigung in die Arbeitslosigkeit.
In den genannten Akademieeinrichtungen konzentrierte sich etwa die Hälfte des agrarwissenschaftlichen Forschungspotentials der DDR: 12.000 Mitarbeiter, darunter 3.300 Wissenschaftler. 2.900 Agrarwissenschaftler waren in wissenschaftlichen Einrichtungen wirtschaftsleitender Organe für Land-, Forst- und Nahrungsgüterwirtschaft tätig und wurden ebenso entlassen. Etwa 1.000 Agrarwissenschaftlern in Universitäten und Fachschulen blieb dieses Schicksal zunächst erspart. Etwa ein Drittel der Wissenschaftler der AdL-Institute fand nachfolgend wieder eine Betätigung in der Wissenschaft. An mehreren Standorten aufgelöster Institute entstanden neue, so auch einige als Einrichtungen der außeruniversitären Forschung des Bundesministeriums für Ernährung, Landwirtschaft und Forsten, andere als Glieder der Leibniz-Gemeinschaft.

## Resümee
„In der Einheit von Gelehrtengesellschaft und Forschungseinrichtungen repräsentierte die Akademie einen neuen Akademietypus. Sie war ein Novum in der deutschen Agrargeschichte. In vier Jahrzehnten trug die Akademie als Zentrum der anwendungsorientierten Agrarwissenschaften zur Entwicklung einer leistungsfähigen modernen Land- und auch Forstwirtschaft bei. Als staatliche Einrichtung war sie an Grenzen gebunden, die ihr volkswirtschaftliche Ressourcen und insbesondere die politische Führung des Landes setzten.“